# الغيل (المهرة)

تعديل مصدري - تعديل

الغيل هي إحدى قرى مديرية المسيلة التابعة لمحافظة المهرة، بلغ تعداد سكانها 60 نسمة حسب تعداد اليمن لعام 2004.